# How Do You Do It?
How Do You Do It?, pubblicata dai Beatles come How Do You Do It, è una canzone composta da Mitch Murray. Originariamente offerta al gruppo di Liverpool, venne registrata da Gerry and the Pacemakers; la versione di questi ultimi giunse alla prima posizione della classifica dei singoli britannica.

## Il brano

### George Martin
All'inizio degli anni sessanta, era una prassi ascoltare i brani musicali della casa editrice di Tin Pan Alley per poterli far incidere, e molti produttori, tra cui George Martin, passavano molto tempo nell'attività. Martin era venuto a conoscenza di How Do You Do It grazie al suo vice Ron Richards, il quale aveva ascoltato il demo e aveva ipotizzato che, aumentandone il tempo, sarebbe diventata un successo. Informati il capo e Dick James, il nastro rimase però a lungo inutilizzato negli uffici della EMI.

### I Beatles
Chiedendosi quale canzone sarebbe stata la migliore da far incidere ai Beatles come loro primo singolo, George Martin trovò e scelse il nastro di Murray, che venne inviato alla band a Liverpool in modo tale che il gruppo lo imparasse; infatti, il produttore non apprezzava le prime composizioni del duo Lennon-McCartney.  Il brano venne registrato il 4 settembre 1962, a partire dalle sette di sera, dopo due ore di prove di questa e di altre cinque canzoni; non si sa quanti nastri vennero impiegati, ma il secondo venne considerato il migliore. Mixato il pezzo, i Beatles però si rifiutarono di farlo pubblicare su un 45 giri, in quanto non era una loro composizione originale e «non potevano tornare a Liverpool con quella canzone», e venne pubblicato al suo posto l'originale Love Me Do. Ugualmente, How Do You Do It era sul punto di essere pubblicata come seguito di Love Me Do, ma la band fornì Please Please Me, per cui l'incisione venne definitivamente scartata. Apparsa su vari bootlegs a partire dagli anni settanta, la canzone è stata ufficialmente pubblicata nel 1995 sull'Anthology 1.

### Gerry and the Pacemakers
Gerry and the Pacemakers ascoltarono il demo, dato sempre da Martin, e ne incisero una versione, con lo stesso ritmo di quella dei Beatles ma con un arrangiamento più simile al nastro di Murray. Pubblicata come debut single del gruppo, con il titolo di How Do You Do It ?, nel marzo 1963, arrivò alla prima posizione delle classifiche britanniche per tre settimane, prima di venir scalzata da From Me to You dei Fab Four. L'anno seguente, il brano apparve alla 9ª posizione di Billboard Hot 100.

## Formazione
- John Lennon: voce, chitarra ritmica
- Paul McCartney: cori, basso elettrico
- George Harrison: cori, chitarra solista
- Ringo Starr: batteria[2]